# Île de Saint-Simon
L'île de Saint-Simon, ou île Saint-Simon (en anglais : St. Simons Island), est une île de l'archipel des Sea Islands, sur la côte atlantique des États-Unis d'Amérique. Île de l'État de Géorgie relevant administrativement du comté de Glynn, elle est peuplée de 14 982 habitants au recensement de 2020. Sa superficie est de 45,3 km2.
Elle fait partie des Golden Isles de Géorgie, groupe d'îles-barrières et de hammocks marécageux entre le delta de la rivière Altamaha au nord et St. Simons. L'île, au statut de census-designated place (CDP), est reliée à la ville de Brunswick par un pont-chaussée de deux fois deux voies long de 7 kilomètres.